# No, No, No
„No, No, No” – singel amerykańskiej grupy Destiny’s Child. Piosenka pochodzi z ich debiutanckiego albumu Destiny’s Child. Utwór napisali V. Herbert, Rob Fusari, M. Brown, C. Gaines, B. White. Producentami piosenki są Vincent Herbert, Rob Fusari oraz Wyclef Jean.

## Teledysk
Wyreżyserowano dwa teledyski: do „No, No, No Part 1” i do „No, No, No Part 2” (feat. Wyclef Jean)

### Part 1
Akcja toczy się w klubie nocnym. Zaczyna się od wejścia Wyclef Jeana, który prosi widownię o aplauz dla Destiny’s Child. Następnie wraca na swoje miejsce, a grupa wchodzi na scenę i zaczyna taniec.

### Part 2
Teledysk zaczyna się, gdy Wyclef Jean gra na gitarze, a Destiny’s Child śpiewają. Grupa zaczyna tańczyć w dużym pokoju, a Wyclef Jean pokazany jest w pokoju obok Destiny’s Child.

## Lista utworów

### US Single
12” Single
Side A
1. „No No No” (Part 2) (featuring Wyclef Jean)
2. „No No No” (Part 1)
3. „No No No” (Part 2 Without Rap)

Side B
1. „No No No” (Part 2 Acapella) (featuring Wyclef Jean)
2. „No No No” (Part 2 Instrumental)
3. „No No No” (Part 1 Instrumental)

### UK Songle
12” Promo
Side A
1. „No No No” (Part 2) (featuring Wyclef Jean) – 3:30
2. „No No No” (Part 1) – 4:08

Side B
1. „No No No” (Funki Dred Mix) (featuring MCD) – 3:59
2. „No No No” (Funki Dred Mix) – 4:19

12” Camdino Soul Remix Promo
Side A
1. „No No No” (Camdino Soul Remix)

Side B
1. „No No No” (Camdino Soul Remix Instrumental)

12” Single
Side A
1. „No No No” (Part 2) (featuring Wyclef Jean) – 3:27
2. „No No No” (Part 1) – 4:08
3. „No No No” (Part 2 Without Rap) – 3:05

Side B
1. „No No No” (Funki Dred Remix) (featuring Wyclef Jean) – 3:59
2. „No No No” (Funki Dred Remix) (featuring MCD) – 3:59
3. „No No No” (Camdino Soul Extended Remix) – 6:31

CD Single
1. „No No No” (Part 2) (featuring Wyclef Jean) – 3:27
2. „No No No” (Part 1) – 4:08

CD Maxi-Single
1. „No No No” (Part 2) (featuring Wyclef Jean) – 3:27
2. „No No No” (Part 1) – 4:08
3. „No No No” (Funky Dred Remix 1) (featuring Wyclef Jean) – 3:59
4. „No No No” (Funky Dred Remix 2) (featuring MCD) – 3:59
5. „No No No” (Camdino Soul Extended Remix) – 6:31

## Remiksy
„No, No, No” (Camdino Soul Extended Remix)
„No, No, No” (Camdino Soul Remix)
„No, No, No” (Camdino Soul Remix – Edit)
„No, No, No” (Funki Dread Remix) (feat Jermaine Dupri)
„No, No, No” (Funki Dread Remix) (feat MCD)
„No, No, No” (Funki Dread Remix) (feat Wyclef Jean)
„No, No, No Part 1” (Acapella)
„No, No, No Part 1” (Instrumental)
„No, No, No Part 2” (No Rap)
„No, No, No Part 2” (Acapella) (feat Wyclef Jean)
„No, No, No Part 2” (Instrumental)

## Pozycje na listach przebojów
| Lista (1998 r.)                                   | Najwyższa pozycja |
| ------------------------------------------------- | ----------------- |
| Australian ARIA Top 100 Singles                   | 28                |
| Canadian Singles Chart                            | 4                 |
| Canada Hot Digital Singles (Billboard)            | 7                 |
| Eurochart Hot 100 Singles (Billboard)             | 12                |
| Germany Media Control Top 100 Singles             | 14                |
| Japan J-Wave Tokio Hot 100                        | 6                 |
| Swedish Singles Chart                             | 12                |
| UK R&B Chart                                      | 1                 |
| UK Singles Chart                                  | 5                 |
| U.S. Billboard Hot 100                            | 3                 |
| U.S. Billboard Hot 100 Airplay                    | 22                |
| U.S. Billboard Hot 100 Recurrent Airplay          | 5                 |
| U.S. Billboard Hot Dance Music/Maxi-Singles Sales | 1                 |
| U.S. Billboard Hot R&B/Hip-Hop Songs              | 1                 |
| U.S. Billboard Hot R&B/Hip-Hop Airplay            | 5                 |
| U.S. Billboard Hot R&B/Hip-Hop Recurrent Airplay  | 1                 |